# Delek
Delek Group é um conglomerado israelense, sediado em Netanya.
O Delek Group está envolvido na energia e infra-estrutura, com investimentos em energia, dessalinização de água e usinas de energia.

## História
Delek, The Israel Fuel Corporation Ltd, foi fundada em 1951.

Em agosto de 2007, a Delek Benelux assumiu as atividades de marketing da Chevron Global Energy Inc., incluindo 869 estações de abastecimento, principalmente sob a marca Texaco. No mesmo mês, o Delek Pi-Glilot de Delek Israel, uma empresa de armazenamento de combustível que opera em Ashdod, Jerusalém e Beersheba, ganhou um concurso das autoridades governamentais para administrar as instalações de armazenamento de combustível em Ashdod. Alguns meses depois, em novembro, anunciaram a contratação do ex-comissário de polícia Moshe Karadi para dirigir Delek Pi-Glilot, que recentemente renunciou após as descobertas da Comissão Zeiler "que a polícia havia abusado grosseiramente da investigação do assassinato no caso de Perinian". Gabi Last, ex-comissário e comandante do Distrito Central de Tel Aviv, tem presidido Delek Group há vários anos.

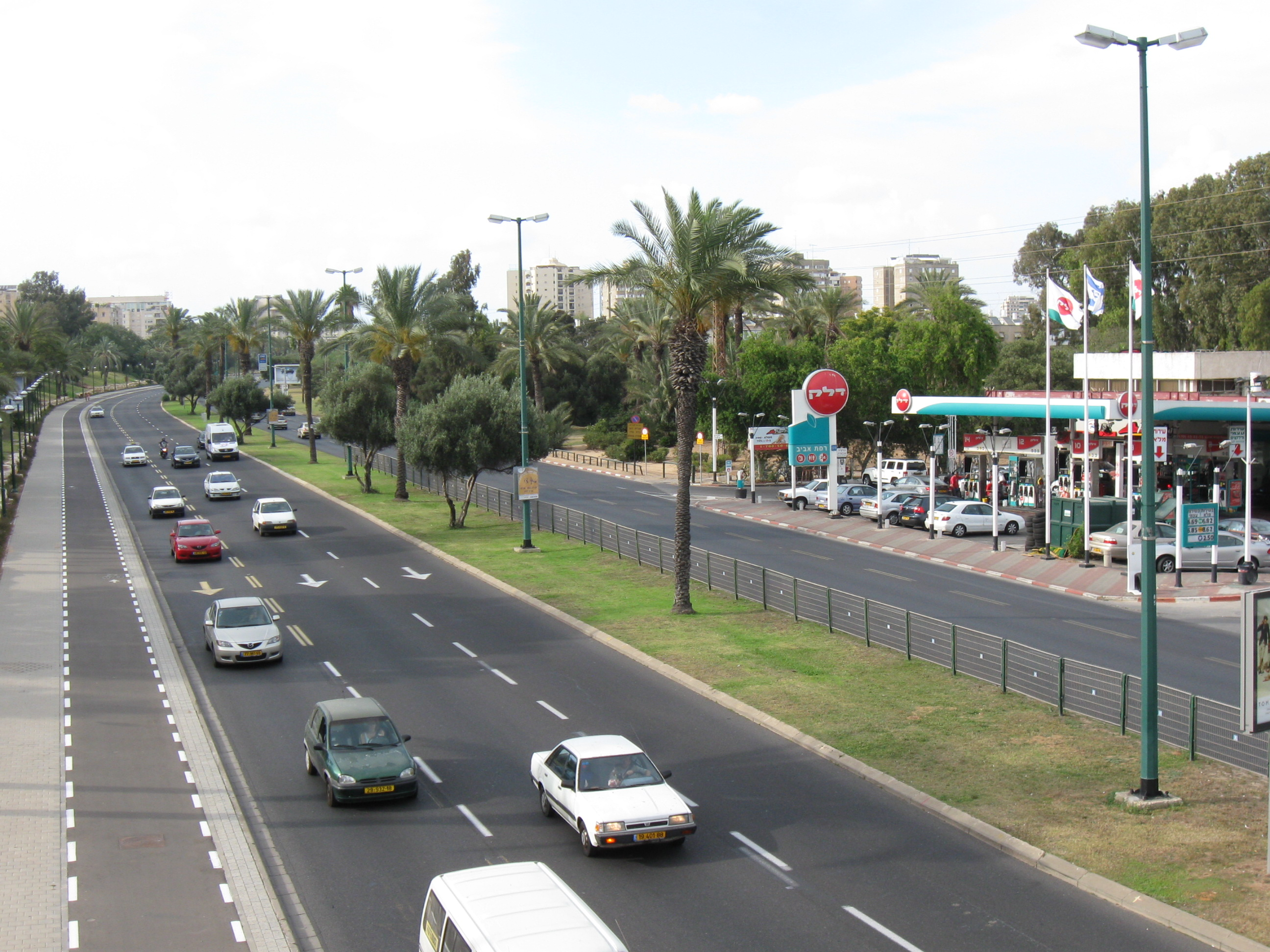
Posto de Gasolina Delek